# Ballesta de dents roges
La ballesta de dents roges (Odonus niger) és un peix teleosti de la família dels balístids i de l'ordre dels tetraodontiformes.

## Morfologia
Pot arribar als 50 cm de llargària total.

## Hàbitat
Es troba a 5-40 m de fondària.

## Distribució geogràfica
Es troba des de les costes del Mar Roig fins a les de Durban (Sud-àfrica), les Illes Marqueses, les de les Illes de la Societat, sud del Japó, sud de la Gran Barrera de Corall i Nova Caledònia.